# 小行星2626
小行星2626（2626 Belnika）是一颗绕太阳运转的小行星，为主小行星带小行星。该小行星于1978年8月8日发现。
該小行星以俄羅斯天文學家尼古拉·別列耶夫（Nikolai Belyaev）命名。

## 轨道参数
小行星2626的轨道半长轴为2.8489550 UA，离心率为0.025。
| 前一小行星： 小行星2625 | 小行星列表 | 後一小行星： 小行星2627 |